# 카잔러크

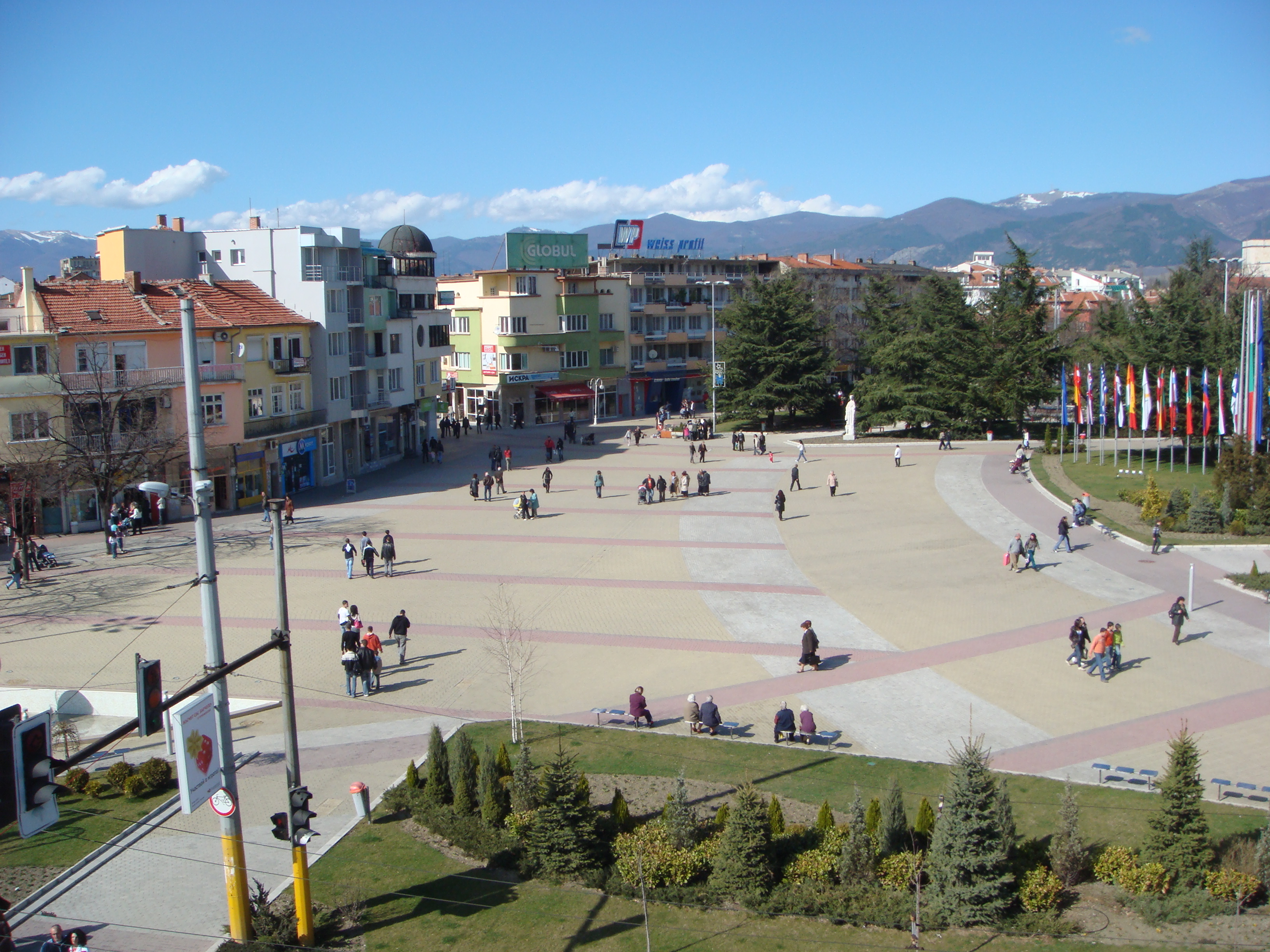
카잔러크

카잔러크(불가리아어: Казанлък, Kazanlak)는 불가리아 스타라자고라 주에 위치한 도시로, 인구는 49,506명(2009년 12월 기준), 높이는 407m이며 발칸산맥 기슭에 있는 카잔러크 평원과 장미의 계곡 동단에 위치한다. 불가리아에서 10번째로 큰 공업 도시이자 로즈 오일 생산의 중심지이며 흔히 "장미의 도시", "트라키아 왕들의 도시"라는 별칭으로 부르기도 한다.
기원전 4세기부터 3세기까지 트라키아의 지배를 받았고 1370년 이후부터 오스만 제국의 지배를 받았다. 1979년 유네스코가 지정한 세계유산으로 선정된 카잔러크의 트라키아인 무덤이 있다.

## 자매 도시
- 이집트 알렉산드리아
- 이집트 룩소르
- 프랑스 그라스
- 프랑스 생에르블랭
- 그리스 베리아
- 러시아 톨리야티
- 일본 후쿠야마시
- 북마케도니아 코차니
- 헝가리 너지커니저
- 루마니아 트르고비슈테